# 청송 소류정
청송 소류정(靑松 小流亭)은 대한민국 경상북도 청송군 파천면 덕천리에 있는 소류 심성지(小流 沈誠之)가 1896년경 건립한 정자이다. 2012년 8월 9일 국가등록문화재 제497호로 지정되었다.

## 개요
소류정은 소류 심성지(小流 沈誠之, 1831년 ~ 1904년)가 청송군 덕천리에 건립한 정자이다. 심성지의 본관은 청송(靑松), 호는 소류(小流)로 청송 출신의 학자였으나, 개항기에는 일제에 맞서 의병장으로 활동하였다. 특히 1896년 병신창의(丙申倡義, 을미의병) 당시 청송지역 의병대장으로 활약하였는데, 청송 소류정은 1896년 감은리전투 후 고종의 의병 해산 조치에 따라 의병을 해산하고 고향으로 돌아온 심성지가 후학을 가르치기 위하여 건립하였다.

## 위치
청송 소류정은 덕천리 상리마을에서 남쪽으로 170m 정도 떨어진 곳에 있다. 청송 소류정 주변은 과수원으로 이용되고 있는데, 인접한 동쪽에는 용전천의 지류가 굽이쳐 흐르고 있다.

## 변천
청송 소류정은 1896년 의병을 해산하고 고향으로 돌아온 심성지가 후학을 양성하기 위하여 건립하였다. 심성지는 이곳에서 1904년 별세할 때까지 강학 장소로 활용하였다. 이후 퇴락하였다가 1996년에 개축하였다.

## 형태
청송 소류정은 정면 2칸, 측면 2칸 규모의 팔작지붕의 기와집이다. 평면은 온돌방 2칸을 연접시킨 후 전면칸은 마루칸으로 구성하였다. 대청 전면에는 각 칸마다 사분합 여닫이문을 설치하였고, 마루칸의 주위에는 쪽마루를 설치하였다. 가구(架構)는 5량가(五樑架)이며, 창방 위에 소로가 수장되어 있는 소로수장형으로 처마는 홑처마이다.

## 현황
청송 소류정은 현재 심성지의 고손 심상희(沈相熺)의 부인 장옥순(蔣玉順)이 소유하고 있으며, 2012년 8월 9일자로 등록문화재 제497호로 지정되었다. 2018년부터 의병체험교실 테마여행 코스로도 활용되고 있다.

## 의의와 평가
청송 소류정은 툇마루와 사분합문을 설치하는 등 청송 지방 정자 건축의 특징을 잘 표현하고 있다. 또한 청송 지역 의병활동의 상징적 인물인 심성지의 은거지였기에 항일독립운동 사적으로도 가치가 크다.

## 같이 보기
- 심성지
- 을미의병

## 참고 문헌
- 한국향토문화전자대전 - 청송 소류정(靑松 小流亭)
- 청송 소류정 - 국가유산청 국가유산포털